# Камал Сова
Камал Сова (англ. Kamal Sowah, нар. 9 січня 2000) — ганський футболіст, півзахисник нідерландського клубу «НАК Бреда» і національної збірної Гани.

## Клубна кар'єра
Народився 9 січня 2000 року. Вихованець футбольної академії Right to Dream Academy.
2018 року уклав контракт з англійським «Лестер Сіті», утім відразу ж був відданий в оренду до бельгійського друголігового «Ауд-Геверле». Саме із цією командою були пов'язані наступні чотири роки ігрової кар'єри ганця, який 2020 року допоміг їй підвищитися в класі до найвищого бельгійського дивізіону.
Виступаючи в еліті бельгійського футболу, зацікавив представників «Брюгге», до лав якого перейшов 2021 року. Частину 2022 року провів в оренді в нідерландському АЗ, після чого продовжив виступи за «Брюгге».

## Виступи за збірну
2022 року дебютував в офіційних матчах у складі національної збірної Гани. Того ж року був включений до її заявки на тогорічний чемпіонат світу в Катарі.
| Дата       | Місто    | Господарі | Результат | Гості     | Турнір           | Голи | Примітки |
| ---------- | -------- | --------- | --------- | --------- | ---------------- | ---- | -------- |
| 17-11-2022 | Абу-Дабі | Гана      | 2 – 0     | Швейцарія | товариський матч | -    | 62'      |
| Усього     |          | Матчів    | 1         |           | Голів            | 0    |          |

## Титули і досягнення
- Володар Суперкубка Бельгії (1):

«Брюгге»: 2022